# Шилега (селище)
Шилега (рос. Шилега) — селище в Пінезькому районі Архангельської області Російської Федерації.
Населення становить 306 осіб. Входить до складу муніципального утворення Шилегське муніципальне утворення.

## Історія
Від 1937 року належить до Архангельської області.
Орган місцевого самоврядування від 2004 року — Шилегське муніципальне утворення.

## Населення
| 2002 | 2010 | 2012 |
| ---- | ---- | ---- |
| 329  | ↘246 | ↗306 |